# Eniclases luteolus
Eniclases luteolus  (лат.) — вид жуков рода Eniclases из семейства краснокрылов (Lycidae).

## Ареал
Новая Гвинея.

## Описание
Длина узкого тела около 1 см (от 9,1 до 10,8 мм), наибольшая ширина у плечевых бугров от 2,2 до 2,8 мм. Окраска жёлтая, брюшко и ноги коричневые. Усики 11-члениковые, длинные, превышают половину длины надкрылий. Нижнечелюстные щупики 4-члениковые, лабиум состоит из 2 сегментов. Переднеспинка трапециевидная. Надкрылья в 3-4 раза длиннее своей ширины. Тело дорзо-вентрально сплющенное; пронотум с остро выступающими задними углами и бугорком в задней трети пронотального края; имеют девять морщинок-рёбрышек на плечевой части надкрылий (4 крупных первичных и 5 слабых вторичных рёбрышек); два расходящихся киля на пронотуме.

## Систематика
Вид Eniclases luteolus был впервые описан в 1878 году английским энтомологом Чарльзом Оуэном Уотерхаусом (Charles Owen Waterhouse, 1843—1917). Валидный статус подтверждён в ходе ревизии, проведённой в 2016 году чешскими энтомологами Матеем Боцеком (Matej Bocek) и Ладиславом Боцаком (Ladislav Bocak; Университет Палацкого, Оломоуц, Чехия).
Включён в кладу Metriorrhynchina из подсемейства Metriorrhynchinae (Bocak 2002, Sklenarova et al. 2014).